# Concierto en si menor (Jesús de Monasterio)
El Concierto en Si menor para violín solista con acompañamiento de orquesta fue compuesto en 1859 y revisado en 1880 por Jesús de Monasterio, una figura clave en el panorama violinistico español del siglo XIX. Obras como Adiós a la Alhambra y sus Fantasías adoptan un lenguaje de carácter popular y “andalucista”, reflejo de un primer nacionalismo musical. No obstante, su Concierto para violín se alinea con una estética más internacional, próxima al estilo de su maestro Charles Auguste de Bériot, Henri Vieuxtemps e incluso Felix Mendelssohn. En 1991 el musicólogo Ramón Sobrino realizó una edición del concierto con la cual, junto al Instituto Complutense de Ciencias Musicales (ICCMU) y la SGAE, daban comienzo a la colección Música Hispana. Música Instrumental.  Esta edición coge de referencia la revisión de 1880, aunque la cadencia del primer movimiento proviene de la reducción para violín y piano.

## Estreno e interpretaciones
En agosto de 1859 Jesús de Monasterio se hallaba en Bélgica, como lo atestigua una carta de su amigo Rafael Hernando,  en la que se le informa sobre su regreso a Madrid para retomar sus compromisos con el Conservatorio. Ya en Madrid compone su Concierto para violín en Si menor en diciembre de 1859, año en el que Monasterio se encontraba en plena actividad musical por Europa. Monasterio comienza su segunda gira internacional el 28 de noviembre de 1861 en Bruselas, Holanda y Alemania. El 4 de enero de 1862 ya se encontraba en Bruselas estrenando la versión definitiva para violín y orquesta, en el segundo concierto de la Association des Artistes Musiciens de Bruxelles, celebrado en la sala de la Grande-Harmonie, donde también interpretó obras como su Rondó Liébanase.  Esto se refleja en las anotaciones de Monasterio y en una positiva crítica realizada por el periódico Le Guide musical. El 14 de enero volvía a tocar su concierto en el Teatro Real de Bruselas, junto a representaciones de otros artistas como Marie Caroline Miolan-Carvalho.  La obra fue interpretada nuevamente en 1866 en Madrid, durante la segunda sesión del ciclo de conciertos sacros. El 19 de enero de 1866 toma parte en el segundo de los conciertos del Conservatorio, dirigidos por François-Joseph Fétis en la Sala del Palacio Ducal, interpretando de nuevo su Concierto en Si menor. El 20 de febrero del mismo año Monasterio parte para Berlín. Dos días más tarde, aparece indicada en sus anotaciones la visita realizada a Giacomo Meyerbeer, quien le acompañó al piano en la interpretación de dos de sus composiciones: el Concierto para violín en Si menor y el Adiós a la Alhambra. Impresionado por los compases de introducción del piano en esta última obra, interrumpió el acompañamiento, solicitando al violinista volver a repetirlo.  Esta información indica que la versión del concierto para violín y piano fue compuesta antes de 1880, bien en 1859 o posterior a esa fecha. Años más tarde, el concierto volvió a interpretarse el 26 de febrero de 1882 en el Teatro Príncipe Alfonso de Madrid con Monasterio como solista y la dirección de Mariano Vázquez Gómez. En esta ocasión, se dio a conocer la versión definitiva para violín y orquesta (1880).

## Las fuentes musicales

### Las fuentes manuscritas
La obra ha tenido varias revisiones o versiones a lo largo del tiempo. La primera fue compuesta en 1859, como indica el manuscrito original firmado con la fecha «Madrid, diciembre de 1859». Este manuscrito llegó a formar parte del archivo de Enrique Fernández Arbós, discípulo de Monasterio, y una copia del mismo fue proporcionada al musicólogo Ramón Sobrino por Carlos Gómez Amat para su edición de 1991 para el ICCMU. No obstante, aunque Sobrino llegó a trabajar con esta fuente, en la actualidad se desconoce su paradero.  Ramón Sobrino, en su edición de 1991, compara la versión original (1859) y la revisión orquestal de 1880 del Concierto en si menor de Jesús de Monasterio. La versión orquestal presenta un mayor número de compases y diversas modificaciones: se añaden fragmentos, se reelaboran pasajes y se cambia la estructura formal, el tempo y la articulación. Por ejemplo, el primer movimiento crece de 296 a 351 compases, el segundo de 85 a 89, y el tercero de 247 a 301. También hay diferencias en la indicación de tempo y en la escritura rítmica y melódica. Estas revisiones reflejan la búsqueda de perfección y madurez estilística del compositor.La estrecha relación con el compositor y pedagogo François-Auguste Gevaert resultó fundamental para la evolución de la obra. Gevaert revisó la partitura proporcionando consejos a Monasterio, culminándola en julio de 1860, según consta en una carta fechada el 8-VII-1860 en relación con el último movimiento del concierto: «Por fin he acabado de ver la famosa Polonesa, con la cual das fin a tu insigne concierto». Posteriormente, Monasterio revisó la obra nuevamente también por recomendación de Gevaert en Casar de Periodo en septiembre de 1880, donde cambia algunos aspectos de la instrumentación. Finalizó esta versión entre agosto y septiembre de ese año: el primer movimiento lo finaliza el 2 de agosto de 1880; el segundo el 11 de septiembre de 1880; y al final del tercero, Monasterio escribe: «Compuse este Concierto el año 1859 y lo reformé todo e instrumenté nuevamente en Casar en septiembre de 1880». La versión definitiva tuvo su estreno oficial el 4 de enero de 1862 en Bruselas, en el segundo concierto de la Association des Artistes Musiciens de Bruxelles.

### Localización de las fuentes
Las partituras pertenecientes a la versión de 1880 se encuentran en la Biblioteca Musical del Ayuntamiento de Madrid, antigua Biblioteca circulante de la Biblioteca Municipal de Madrid. Actualmente tiene el nombre de Biblioteca musical Víctor Espinós, y se encuentra ubicada en el Centro de Cultura Contemporánea Condeduque de Madrid, integrada en el Cuartel del Conde-Duque. En esta biblioteca se conservan tres ejemplares manuscritos: una partitura para violín y orquesta, (manuscrito K 965) [revisión de 1880]; una versión para violín y piano (manuscrito K 934 (2)) (también disponible en la Biblioteca Digital Memoria de Madrid) y una particella de dicha versión (manuscrito K 934 (1)). Aunque la portada del manuscrito de la versión para violín y piano (K 934 (2)), aparece fechada como «1859=1880», no coincide en su totalidad con la versión orquestal de 1880. Aunque tienen el mismo número de compases, se presentan algunos cambios con respecto a indicaciones de tempo y expresión, ciertos pasajes musicales del violín solo y la orquestación, figuraciones, y anotaciones a lápiz. Esto puede indicar que esta reducción para violín y piano fuera una revisión posterior a 1859.

## Instrumentación
En cuanto a la plantilla instrumental, la versión original (1859) incluía estos instrumentos escritos en francés:
- 2 flautas, 2 oboes, 2 clarinetes en La, 2 fagotes
- 2 trompas en Re, 2 trompetas de pistón en Mi
- Timbales en Si-Fa#
- Cuerdas: primeros y segundos violines, violas, violonchelos, contrabajos y violín solista.

La segunda versión (1880) mantiene la misma plantilla, pero cambia la nomenclatura de los instrumentos al español, lo que podría indicar su pretensión de tocar esta obra en España. En el segundo movimiento no intervienen las trompetas ni los timbales.

## Estructura del concierto
El Concierto en Si menor de Jesús de Monasterio, de aproximadamente 30 minutos de duración, consta de una estructura general de tres movimientos: 
1. Allegro
2. Adagio
3. Allegro giusto (Polaca)

Sin embargo, dentro de estos tres movimientos el compositor presenta una estructura fragmentada en secciones pequeñas y contrastantes de tempo y expresión, rompiendo con la habitual forma sonata de los conciertos clásicos y románticos. A continuación, se presenta una tabla comparativa entre la segunda versión del concierto (1880) y la versión para violín y piano, con sus respectivas indicaciones de tiempo:
| Versión de 1880                         | Versión para violín y piano                       |
| --------------------------------------- | ------------------------------------------------- |
| Primer movimiento                       | Primer movimiento                                 |
| Allegro ma non troppo (intro orquestal) | Allegro moderado (intro orquestal)                |
|                                         | Decidido                                          |
| Moderato (violín solista)               | Allegro (violín solista)                          |
| Allegro                                 | Más vivo                                          |
| Moderato assai                          | Más moderado                                      |
| Piú mosso                               | Poco más animado                                  |
|                                         | Vivo                                              |
|                                         | Poco menos                                        |
| Cadencia                                | Cadencia (Despacio y Majestuoso) Allegro moderado |
| Allegro (solista)                       | Allegro                                           |
| Vivo assai                              | Vivo                                              |
| Vivace                                  | Muy vivo                                          |
| Segundo movimiento                      | Segundo movimiento                                |
| Adagio cantabile                        | Adagio-Lento                                      |
| 1º Tempo                                |                                                   |
|                                         |                                                   |
|                                         | Poco más movido                                   |
|                                         | Poco menos                                        |
| 1º Tempo                                | 1er Tempo                                         |
| Un poco piú mosso                       | Un poco más animado                               |
| Tercer movimiento. Polaca               | Tercer movimiento. Polaca                         |
| Allegro giusto                          | Allegro justo                                     |
| Moderato                                | Moderado                                          |
| (Tutti)                                 | Poco más                                          |
|                                         | 1er tiempo. Moderado                              |
| Allegretto                              | Menos movido                                      |
|                                         | Más vivo                                          |
| Moderado, 1º Tempo                      |                                                   |
| Poco menos mosso                        |                                                   |

El concierto de Monasterio presenta cuatro secciones diferenciadas constituidas por multitud de subsecciones internas con cambios de tiempo y expresión. La forma musical grande se estructura en tres secciones dividida a su vez seis subsecciones:
| A — — — — B — C (a) (b) (c) (d) |

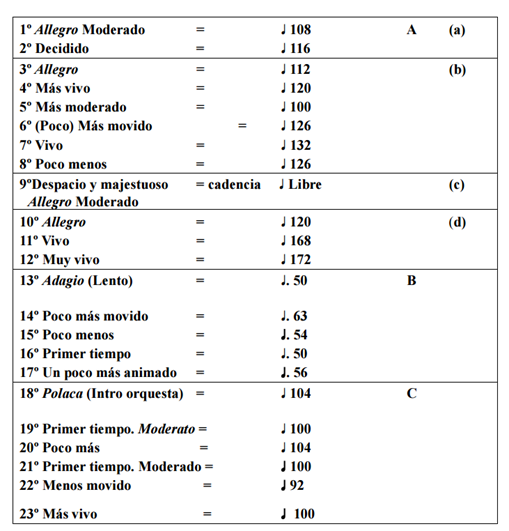
Cuadro de los tiempos metronómicos de la versión para violín y piano.

| ------------------------------- |

### 1. Allegro
El primer movimiento, en tonalidad de Si menor, presenta una estética romántica según el modelo de concierto de violín europeo. Sin embargo, no sigue la forma habitual de concierto clásico en forma sonata, y presenta variaciones que estructuran los tempos. Además, carece de ritornelos, presentándolos pocas veces o únicamente la cabeza de dichos temas. Un aspecto característico e inusual es que el primer movimiento no finaliza con la cadencia como es común en los conciertos clásicos y románticos, sino que la cadencia se encuentra ubicada a mitad de la obra, antes de presentar el segundo tema.

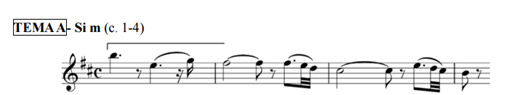
Inicio del primer movimiento del Concierto para violín de Monasterio.

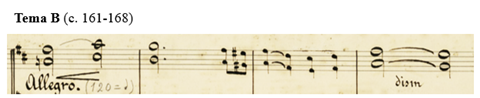
Inicio del Tema B del primer movimiento.

### 2. Adagio
Este es el movimiento más lento y breve de los tres, pero también el más emotivo y lírico, reflejando una sensibilidad romántica con una línea melódica más libre. Comienza en la tonalidad de Fa menor.

### 3. Allegro (Polaca)
El tercer movimiento del Concierto en si menor de Jesús de Monasterio es el más característico por poseer una sonoridad más parecida a la estética de otras de sus obras, con carácter "andalucista". El movimiento, el cual comienza en la tonalidad de Si mayor, no sigue una estructura estándar de Forma Sonata, aunque al final de la pieza se vuelve al tema principal a la manera de Reexposición. Se asemeja a la forma Rondó, pero de manera muy expandida, especialmente en la parte central. Sigue por tanto esta estructura:
| Intro-A-(A´) B-A-C-A |

## Elementos nacionalistas
A pesar de la influencia europea de este concierto, Monasterio incorpora algunos rasgos nacionalistas o “andalucistas” en ciertos momentos de la obra, especialmente en el tercer movimiento, donde es posible identificar giros cadenciales que evocan la música andaluza, haciendo un guiño a las tradiciones musicales del sur de España. A lo largo de todo el concierto, utiliza un giro melódico sobre la escala frigia o andaluza. Este giro también se puede escuchar en otras de sus obras, como su Melodía para orquesta en Sol menor (1872), su Melodía (1874) o su Adiós a la Alhambra (1855). En el primer movimiento de su Concierto para violín aparece en la introducción orquestal, y volverá a sonar de manera intermitente en la cadencia.

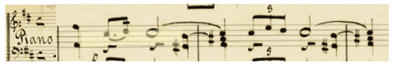
Ejemplo de melodía sobre escala frigia. Versión para violín y piano.

El tercer movimiento (Polaca) del concierto de Monasterio se aleja de la tradicional forma sonata para construir la estructura del concierto en torno a la danza, recurriendo a la Polonesa. En la introducción aparece un pasaje en escala frigia con cadencia andaluza, siendo el momento más indicativo de las influencias nacionalistas en la composición de Monasterio:

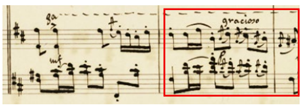
Ejemplo de cadencia andaluza en la Polaca de Monasterio.

## Recepción a la obra en elsigloXIX

### Recepción en la Crítica de Bruselas
Como ya se ha mencionado, aunque Monasterio compuso su Concierto para violín y orquesta en Si menor en 1859, la versión definitiva para violín y orquesta fue estrenada el 4 de enero de 1862 en Bruselas. Fue el segundo concierto de la Association des Artistes Musiciens de Bruxelles, celebrado en la sala de la Grande-Harmonie. Por su parte, Le Guide musical señalaba:
M. de Monasterio es uno de los mejores alumnos de Bériot; ha conservado de esta       escuela la pureza, la distinción y la elegancia de estilo: la edad y el trabajo no le han dado todavía la amplitud de sonido, la potencia y el calor del acento. De tal forma nos ha hecho apreciar su Concerto, que nosotros no podemos decir del compositor, otra cosa que venimos diciendo del intérprete [...].
Tras el reestreno de la obra en Madrid en 1866, el mismo periódico publicaba otra reseña tras su interpretación el 19 de enero de 1866 para el segundo de los conciertos del Conservatorio, dirigidos por François-Joseph Fétis en la Sala del Palacio Ducal:
M. Monasterio ha tocado su concerto en si menor. Este violinista ha cosechado los elogios más sinceros tanto por su ejecución como por su composición. Si a la gran perfección de su mecanismo, que brilla sobre todo por una precisión irreprochable, une más vigor, más ardor, nosotros le proclamaremos en el presente el digno émulo de Vieuxtemps, de Léonard, etc. 

### Recepción en la Crítica de Madrid
El 1 de marzo de 1866, José María Esperanza y Sola describía en La Nación el impacto de la interpretación del Concierto en Si menor de Monasterio durante la segunda sesión del ciclo de conciertos sacros en Madrid. Benito Pérez Galdós, por su parte, destacó tanto la calidad de la composición como la brillante ejecución de Monasterio, señalando que el concierto es “magistral” en su composición, aunque el mérito de la obra se ve eclipsado por el “genio del ejecutante” (en referencia al propio Monasterio). 

### La Ilustración Española y Americana
Se tiene constancia de otra elogiosa reseña, esta vez de 1882, en La Ilustración Española e Hispanoamericana, realizada por José María Esperanza y Sola, quien recalca que el Concierto en Si menor es «la obra más importante, más inspirada y más seria» de Monasterio hasta ese momento:
[…] Tan sabio consejo debió tener presente el maestro Monasterio al escribir la obra, á nuestro juicio, más importante, más inspirada y más seria de cuantas al presente han brotado de su pluma, y que, habilísimamente interpretada por su propio autor, hemos oído en las sesiones musicales objeto del presente artículo-, el Concierto en si menor, para violín y orquesta, con el cual ha añadido el simpático artista un ruidoso triunfo más á los muchos alcanzados en su larga carrera, y merecido entusiastas y calurosos plácemes de los maestros más entendidos en el divino arte. 

### La Correspondencia Musical
El Concierto en Si menor también fue objeto de discusión en otros periódicos como La Correspondencia Musical, en el cual Yvan Zacésali realizaba en 1882 una positiva reseña de la obra en un artículo relacionado con la Sociedad de Conciertos de Madrid:
Oímos en la segunda parte del concierto uno en si menor para violín y orquesta del Sr. Monasterio ejecutado por el autor. De corte eminentemente clásico, dicho concierto tiene partes bellísimas, sobre todo el primer Allegro y la Polaca, tratada ésta con gran conocimiento de la orquesta y de los grandes autores —que para este instrumento han escrito. En cuanto a su ejecución no se puede pedir más; fue tan perfecta, tan bella, que para tocarla como el Sr. Monasterio lo hizo se necesita tener su genio y alma de artista. Terminado que hubo recibió de uno de sus admiradores una preciosa corona […]. 

## Redescubrimiento y Grabaciones
Tras años de relativa oscuridad, la obra fue reestrenada el 22 de junio de 1991 por la Orquesta Sinfónica de Madrid bajo la dirección de David Parry, con Ángel Jesús García como solista, en el Teatro Monumental de Madrid.  La edición de Ramón Sobrino fue la utilizada para este reestreno, en edición preparada y revisada. Posteriormente, en 1992, se realizó una grabación promovida por el proyecto Madrid Capital Europea de la Cultura 1992, con la dirección de Rafael Frühbeck de Burgos y la Orquesta Sinfónica de Madrid. Fue editada por el consorcio formado por el Ayuntamiento de Madrid, la Comunidad Autónoma de Madrid y la Sociedad Estatal para la Ejecución de Programas del 5º Centenario del Ministerio de Cultura.   En 1993, tanto la partitura para violín y piano como la particella fueron prestadas para la exposición La obra y la música de Ataúlfo Argenta y Jesús de Monasterio en Santander. Posteriormente, en 2003, estos documentos fueron nuevamente expuestos en la muestra Centenario de Monasterio en la misma ciudad. En 2004, la obra fue grabada por la Agrupación Lebaniega de Santander con el violinista Jesús Reina y la Orquesta Arsian, bajo la dirección de Juan de Udaeta. También existe un registro en video de una interpretación en 1998 por la Orquesta Sinfónica de RTVE (ORTVE) dirigida por Antoni Ros Marbà, con Manuel Guillén como solista. Asimismo, se conserva una grabación en Youtube de 2010 por parte de la Orquesta Sinfónica de Castilla y León, Ara Malikian (violín solista) y Alejandro Posada (dirección). 